# Куарньенто
Куарньенто (итал. Quargnento) — коммуна в Италии, располагается в регионе Пьемонт, в провинции Алессандрия.
Население составляет 1334 человека (2008 г.), плотность населения составляет 37 чел./км². Занимает площадь 36 км². Почтовый индекс — 15044. Телефонный код — 0131.
Покровителем коммуны считается святой Далмаций из Педоны, празднование 5 декабря.

## Демография
Динамика населения:

## Города-побратимы
- Кубон, Франция

## Администрация коммуны
- Официальный сайт: